# Mendiant (pâtisserie)
Pour les articles homonymes, voir Mendiant (homonymie).
 (mai 2013).
Le mendiant, ou bettelmann en alsacien, est une très ancienne pâtisserie d'Alsace et de Franche-Comté, confectionnée avec des restes de pain rassis ou de gâteau (kougelhopf, brioche), ainsi que des fruits de saison. La préparation, qui était très simple à l'origine, s’est enrichie au fil des années par l’emploi d’ingrédients plus gustatifs et nouvellement introduits.
Dans les campagnes, ce gâteau remplaçait le plat de viande et faisait suite à une bonne assiette de soupe de légumes.
De par sa composition, il se rapproche du pudding au pain.

## Recette de base
Cette recette simple utilise les seuls ingrédients disponibles ou accessibles dans la période d’après guerre, comme 
du pain rassis, des cerises noires non dénoyautées, des œufs, du lait, du sucre fin. Le mélange est cuit doucement au four dans un moule beurré. Le mendiant est consommé tiède de préférence.

## Évolution
La recette évolua très vite. Dès l'origine les fruits utilisés variaient selon la saison : cerises au début de l'été, framboises et mures en août, pommes, poires ou prunes en début d'automne, amandes pilées, cerneaux de noix et raisins secs en hiver, mêlés aux noisettes pilées.
De plus, à la suite de la hausse du niveau de vie, le mendiant évolua vers une composition plus riche intégrant des ingrédients exotiques :  sucre vanillé, vanille, cannelle, anis en poudre, pistaches ; on commença à le mouiller avec du rhum ou du kirsch.
Comme pour les pizzas, les recettes continuent d'évoluer selon le goût et la fantaisie de chacun. Certaines, par exemple, utilisent des abricots, des pruneaux, des dattes, une pincée de gingembre en poudre et même du mascarpone. On est loin de la recette originale simple et « pauvre » évoquée par le nom.